# Paulo Franco
Paulo Bernardi Franco, é um diretor do ramo televisivo.
Jornalista, radialista, pós graduado em marketing da comunicação. Fez cursos de especialização de cinema em Nova York e de Cable Executive Management em Harvard. Já escreveu, em parceria com o jornalista Luís Joly, dois livros, “Chaves: Foi sem Querer Querendo?” com 5 edições publicadas, ﬁgurou por algumas semanas a lista dos mais vendidos das revistas “Veja”, “Isto é”, “Época” e dos jornais “Folha e Estado de São Paulo”. E também escreveu “Adoráveis Trapalhões” da editora Matrix. Construiu uma longa carreira na Rede Record de Televisão, passou por várias produções, atuando em vários cargos. Como diretor de produção implantou os primeiros realitys shows da emissora como: "Sem Saída" com Marcio Garcia, "Aprendiz", "Simple Life" e "Troca de Família". Além dos programas "Hoje em Dia", "Domingo Espetacular", "Tudo é Possível", "Show do Tom" e "O Melhor do Brasil". Como diretor de programação participou diretamente de importantes mudanças na grade da emissora que ﬁzeram com que a Record chegasse ao segundo lugar de audiência no país. Como presidente do comitê artístico trouxe para a Record os realitys "Ídolos" e “A Fazenda”. Contratou artistas como "Rodrigo Faro", "Marco Camargo", "Marcos Mion" e o "Gugu", sua última contratação. Em julho de 2009 foi contratado pelo SBT onde dirigiu os programas de Roberto Justus como,
"1 contra 100" e "Topa ou não Topa". Foi também membro do comitê artístico da emissora de Silvio Santos. Em agosto de 2011 foi contratado pela Fox Channels do Brasil para ocupar o cargo de vice presidente de programação e conteúdo.
Paulo Franco também é Palestrante e tem realizado muitas destas palestras para universitários do curso de Comunicação Social.
O título da palestra é: CONTEÚDO NÃO É TUDO: O Poder estratégico da programação. Em agosto de 2014 foi anunciado seu retorno à Record, porém, como Superintendente de programação.
http://televisao.uol.com.br/colunas/flavio-ricco/2011/08/15/globo-faz-nova-encomenda-para-as-autoras-de-cordel-encantado.jhtm#paulofranco

## Trabalhos
- Rede Record - diretor de produção
- Rede Record - diretor de programação -
- SBT - Um Contra Cem - 2009 - 2010 - direção geral
- SBT - Topa ou Não Topa - 2010 - 2011 - direção geral
- FOX - Fox International Channels do Brasil - 2011 - atual - SVP de Programação e Conteúdo
- Rede Record - superintendente de programação